# Mašḫuiluwa
Mašḫuiluwa (luwisch: „Mäuschen“) war ein König von Mira zwischen etwa 1315 und 1305 v. Chr. Er war der Sohn von König Tarḫuntaradu von Arzawa.
Mašḫuiluwa bestieg nach dem Tode seines Vaters den Thron von Arzawa, wurde aber bald darauf von seinem Bruder Uḫḫaziti vertrieben. Er floh zur hethitischen Hauptstadt Ḫattuša, wo er von König Šuppiluliuma I. aufgenommen wurde. Dieser vermählte ihn mit seiner Tochter Muwatti.
Mašḫuiluwa unterstützte den hethitischen König Muršili II. im Kampf gegen sein Vaterland Arzawa und spielte diesem Informationen zu. Nachdem die Hethiter im Jahr 1316 v. Chr. Apaša (vermutlich Ephesos), die Hauptstadt von Arzawa, kampflos eingenommen hatten, wurde das Land Arzawa in drei Teile geteilt. Mašḫuiluwa wurde als Vasallenkönig in Mira eingesetzt, das am unteren Maiandros lag. Das östlich davon gelegene Land Ḫapalla erhielt Targašnalli und das Šeḫa-Flussland Manapa-Tarḫunta. Uḫḫaziti, der besiegte Bruder von Mašḫuiluwa, floh auf die Inseln, die dem König von Aḫḫiyawa gehörten.
Da die Ehe zwischen Muwatti und Mašḫuiluwa kinderlos blieb, erhielt das Paar von Muršili die Erlaubnis, Kupantakurunta zu adoptieren, einen Neffen von Mašḫuiluwa. Um 1305 v. Chr. erhob sich Mašḫuiluwa gegen seinen Schwager Muršili und wurde des Hochverrats bezichtigt. Als er nach Maša floh, stellte Muršili ihm mit seinem Heer nach und er wurde ausgeliefert. Als neuer Vasallenkönig über Mira wurde sein Neffe und Adoptivsohn Kupantakurunta eingesetzt.